# Jélnino
Jélnino (en rus: Желнино) és un poble del krai de Perm, a Rússia, que pertany al districte rural de Bolxessosnovski. El 2010 tenia 44 habitants.